# 洛乌希平原

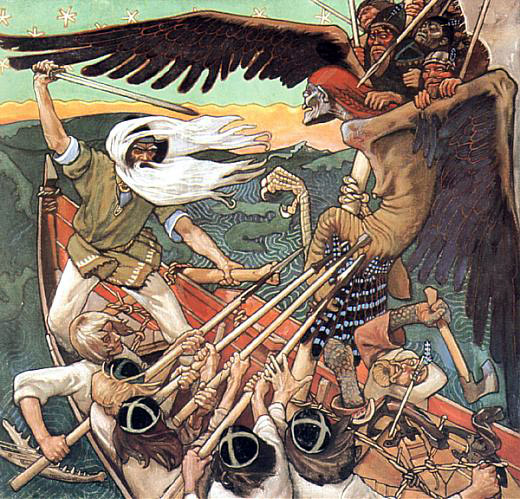
阿克塞利·加伦-卡勒拉创作的《抢夺桑波磨》，右上角为女巫“斯塔鲁哈·洛乌希”。

洛乌希平原（拉丁語：Louhi Planitia）位于环金星北极地区2400公里，与雪姑娘平原一起形成了一个围绕北极点、最远延伸至北纬75度的大低地。该地表特征命名为“斯塔鲁哈·洛乌希”——卡累利阿-芬兰史诗《卡勒瓦拉》中的北方女巫。

## 探索史

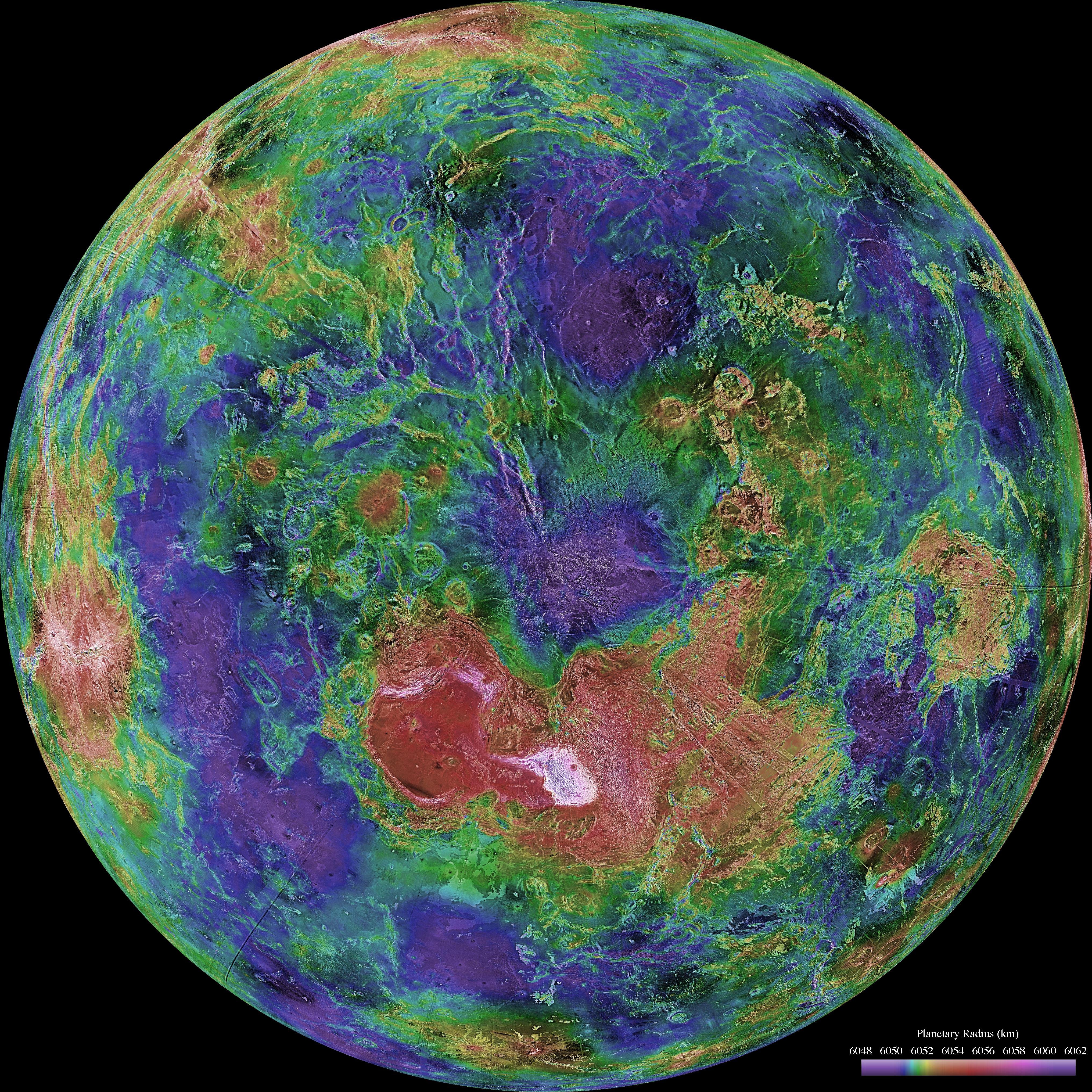
金星:“麦哲伦探测器”雷达测绘的高度图(空白处使用其它探测器数据补充)。北极居于中央，周围平原分为洛乌希平原(右上)和雪姑娘平原(剩余部分)

由于受大气层的阻碍，金星无法在可见光下观察其表面，首颗抵达金星轨道运行的先锋1号所携带的雷达也覆盖不到金星两极地区，因为它们处于星球可见盘的边缘。
现存有关洛乌希平原(包括金星北极所有地区)数据均来自于三颗星际卫星，分别是运行在1983-1984年的金星-15号和金星-16号以及1990年至1994年期间的麦哲伦号，这些设备采用波长8厘米和12.6公分的雷达反射波绘制了金星表面图。“麦哲伦”测绘的地图较“金星15“和“金星16号”的分辨率更高(约为120米对1-2公里)，但它对金星北极地区的拍摄煤不完全，尤其是洛乌希平原。
洛乌希平原依据行星命名规则而定名，以纪念神话和童话故事中的女主人公，该名字1985年被国际天文学联合会接受。

## 地理位置
洛乌希平原中心坐标位于东80.5度-120.5度间，东起坚尼查山脊，西止塞尔-安尼娅带。这些山脊和带系统大致沿经线(分别为东200度和东80度)汇集在北极点，但它们又与雪姑娘平原相分开 - 极地周围的另一部分低地。因此，金星的北极是位于这两个平原之上的，洛乌希平原呈120度扇形区，面积大约是雪姑娘平原的一半。 
洛乌希平原向南大约延伸至北纬75度，忒弥斯区(忒梯斯区)的海拨高度限定了它的西-南边界；在东-南面，极小的抬升，将它与阿塔兰特平原区分开。

## 地质史
洛乌希平原地形相当平坦，但从它的结构、构造及火山和撞击坑起源，可绘制出它的地质历史，得出地层曾被交替压缩、拉伸、火山爆发以及小行星撞击的一些结论。
在金星北极地区发现了各种不同的古老地形- 镶嵌地块、山脊带和峡谷，横穿着多条线状结构，并显示后期被邻近盾状火山流出的熔岩所侵漫。此后的1到5亿间-金星上所有的大型盾状火山，导致全球地表发生了大规模的更新(辽阔熔岩平原的出现)，同时，形成了最年轻的地形之一 - 断裂带(可能是由于岩浆回升时产生的表面张力)。没有发现风对洛乌希平原明显的作用特征，但风的影响可能也存在的，其效果可通过南方平原上众多小型山脊的特征来解释：这些山脊只有一面对雷达波反射清晰。

### 构造结构
塞尔-安尼娅线和坚尼查山脊构造分别限定了洛乌希平原的东西两端。第一个显然是地表受拉伸而产生的平行断裂系统；第二个显示为因挤压而形成的山脊系统。 
此外，洛乌希平原的中部横亘着尤米恩 - 沃迪日山脊，西 - 南面是卢盖朗山脊，连接平原西部边缘的是直径900公里的Oddibord 镶嵌地块——一种类似拼木地板的崎岖陆地。

### 火山结构
该片平原上火山活动迹象，比邻近的雪姑娘平原要小很多，有没有大的盾状火山和熔岩渠道，只有一种小型圆顶火山。
在洛乌希平原东南部(沿坚尼查山脊)分散着许多小(直径20公里以下)圆顶火山 - 如：摩尔波丘。它们分布在200×600公里大小的区域，只有马斯列尼查冕状物是位于边界上（坚尼查山脊南端），它是北极低地4个冕状物中最小的一个，直径约200公里。

### 撞击坑
由于“麦哲伦”卡片上的“白点”和绘制的“金星”图分辨率不足，洛乌希平原上的大型陨石坑数目前很难确定。在“麦哲伦”拍摄的该平原图像中(仅拍摄到三分之二的区域，分辨率约120米)，发现了7个陨石坑，其中2个位于雪姑娘边界，但在该卫星的遗漏区，至少还存在一个大型坑，这些(8个)撞击坑现都已被命名。
洛乌希平原上最大的撞击坑是克连诺夫撞击坑(直径143公里，为金星上第四大陨石坑)，此外，这一组撞击坑还包含直径32公里的黛莱达撞击坑、31公里的鲁德涅娃撞击坑、15公里的图尼德撞击坑，13公里的拉德卡撞击坑和6公里的尤金妮亚撞击坑。在平原西部边缘(塞尔-安尼娅线)是直径38公里的兰朵芙丝卡撞击坑，在东部（坚尼查山脊）是22公里的奥迪莉亚撞击坑。洛乌希平原上的撞击坑像金星其它地区一样，都是随机分布在地表上。
这些撞击坑大多数周围布满抛出物(有些后来被抛出物堆积覆盖)。部分坑(例如：尤金妮亚撞击坑和图尼德撞击坑)显然是形成于以前倒塌碎片的冲击。而东南部的克连诺夫撞击坑(坐标北纬78.1度 、东经104.5度)，则假设为来源于另一种冲击机制。一座被环形模糊物质覆盖，能清晰反射无线波的小山丘。